# Pearsall, Texas
Pearsall là một thành phố thuộc quận Frio, tiểu bang Texas, Hoa Kỳ. Năm 2010, dân số của xã này là 9146 người.

## Dân số
- Dân số năm 2000: 7157 người.
- Dân số năm 2010: 9146 người.